# Chris Cornell
Chris Cornell, egentligen Christopher Boyle Cornell, född Christopher John Boyle den 20 juli 1964 i Seattle, Washington, död 18 maj 2017 i Detroit, Michigan, var en amerikansk musiker och sångare, känd som medlem i banden Soundgarden (1984–1997 och 2010–2017) och Audioslave (2001–2007 samt 2017).

## Biografi
I tonåren spelade Cornell gitarr och trummor. Som medlem i bandet Soundgarden hanterade han mikrofonen, men han spelade även gitarr och bidrog med en rad låttexter, bland andra "Rusty Cage", "Black Hole Sun", "Spoonman" och "Blow Up the Outside World". Under tiden i Soundgarden hade Cornell ett sidoprojekt tillsammans med Stone Gossard och Jeff Ament från Pearl Jam. Även Pearl Jams sångare Eddie Vedder medverkade. De gav ut ett album med namnet Temple of the Dog, vilket de även kallade sig. Soundgarden splittrades 1997, och två år senare gav Cornell ut sin solodebut, Euphoria Morning.
År 2001 bildade Cornell och tre medlemmar från Rage Against the Machine (Brad Wilk, Tim Commerford och Tom Morello) gruppen Audioslave. De utgav tre album: Audioslave (2002), Out of Exile (2005) och Revelations (2006). I februari 2007 lämnade Cornell gruppen och gav i början av juni ut sitt andra soloalbum, Carry On, som bland annat innehåller Michael Jackson-covern "Billie Jean".
Cornell framförde ledmotivet You Know My Name i James Bond-filmen Casino Royale.
Cornell påträffades medvetslös på ett hotellrum i Detroit klockan 00.15 (lokal tid) den 18 maj 2017. Återupplivningsförsök genomfördes, men Cornell dödförklarades klockan 01.30. Den 26 maj 2017 begravdes Cornell på Hollywood Forever Cemetery i Los Angeles.
Den officiella dödsorsaken var självmord genom hängning. Hans hustru, Vicky Cornell, har hävdat att han inte hängde sig frivilligt och har krävt ytterligare medicinsk utredning.

## Diskografi i urval

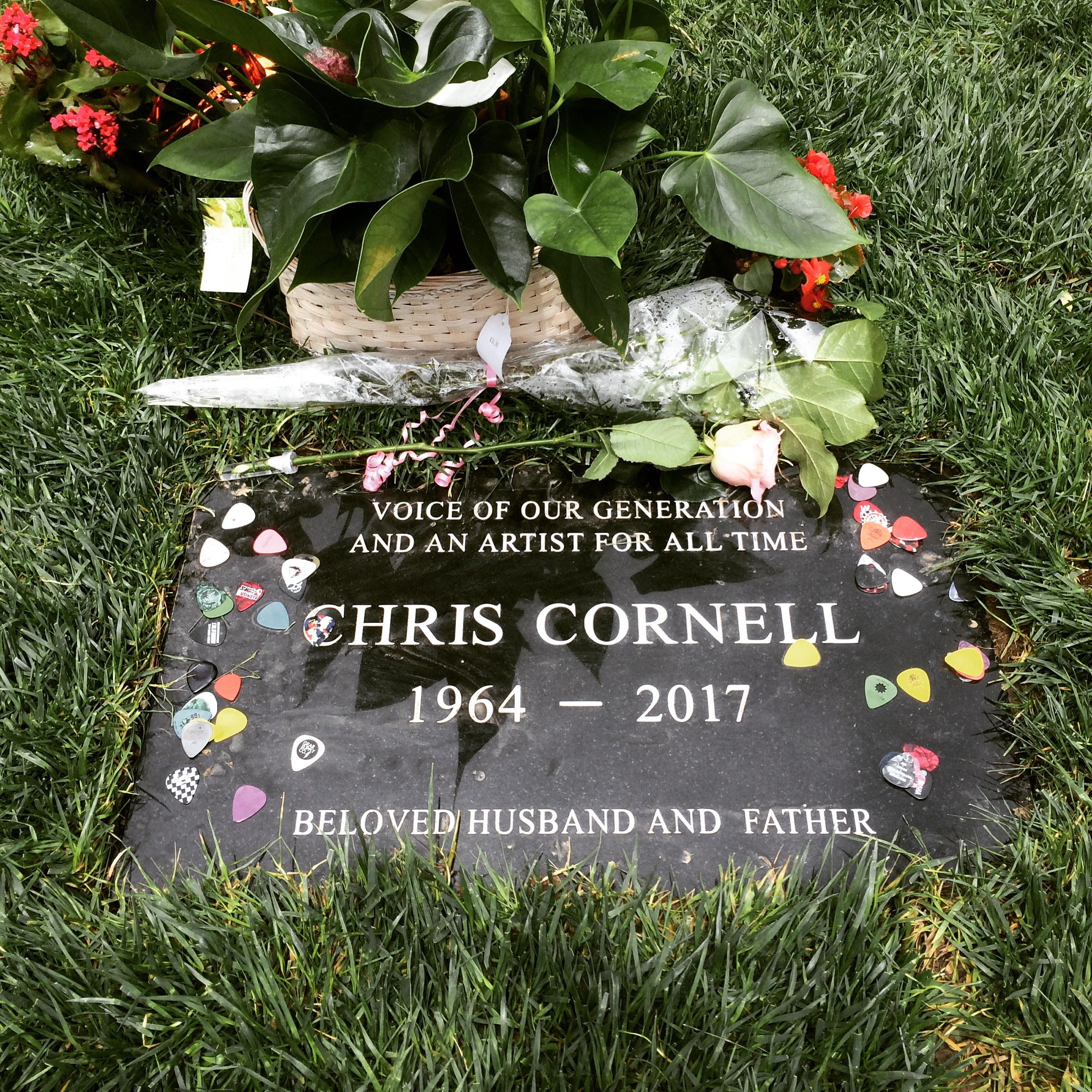
Chris Cornells grav på Hollywood Forever Cemetery.

### Soloalbum
- 1999 – Euphoria Morning
- 2007 – Carry On
- 2009 – Scream
- 2011 – Songbook (livealbum)
- 2015 – Higher Truth
- 2020 – No One Sings Like You Anymore, Vol. 1[8]

### Soundgarden
- 1988 – Ultramega OK
- 1989 – Louder Than Love
- 1991 – Badmotorfinger
- 1994 – Superunknown
- 1996 – Down on the Upside
- 2012 – King Animal

### Temple of the Dog
- 1991 – Temple of the Dog

### Audioslave
- 2002 – Audioslave
- 2005 – Out of Exile
- 2006 – Revelations